# チャールズ・エドワード・グリーン
チャールズ・エドワード・グリーン（Charles Edward Greene、1944年3月21日 - 2022年3月14日）は、アメリカ合衆国の陸上競技選手。男子100mの元世界記録保持者である。100mと4×100mリレーの選手として1968年メキシコシティーオリンピックに出場。100mは、同じアメリカのジム・ハインズとジャマイカのレノックス・ミラーについで銅メダル、4×100mリレーではアメリカチームの第1走として金メダルを獲得した選手である。
グリーンは、1964年東京オリンピックに出場するのは確実だと見られていたが、けがのためオリンピック選考会で6位に終わり出場はならなかった。
グリーンは1966年の全米体育協会 (AAU championships) 100ヤードで優勝。1968年にも100mで優勝している。この大会でグリーンは2度100mの世界新記録を樹立している。最初は予選でアルミン・ハリーの10秒0に並ぶ世界タイ記録、そして準決勝では9秒9を記録した。なお、この大会ではグリーンのほかにも、ジム・ハインズとロニー・レイ・スミスも9秒9の記録を出している。また、グリーンはネブラスカ大学在学中の1965年から1967年にかけて全米学生選手権(NCAA championships)の100ヤードを制している。
1968年メキシコシティオリンピックでは、前回同様けがに悩まされるが銅メダルを獲得。しかし、4×100mリレーのメンバーとして38秒2の世界新記録で金メダルを獲得した。
彼は競技生活を終えた後、陸軍の士官となり、陸軍チームのコーチとなった。陸軍を退官後はスペシャルオリンピックスの役員となった。

## 実績
| 年   | 大会         | 場所                     | 種目         | 結果 | 記録  |
| ---- | ------------ | ------------------------ | ------------ | ---- | ----- |
| 1968 | オリンピック | メキシコシティ(メキシコ) | 100m         | 銅   | 10秒0 |
| 1968 | オリンピック | メキシコシティ(メキシコ) | 4×100mリレー | 金   | 38秒2 |